# Classic Brugge–De Panne 2024
Classic Brugge–De Panne 2024 a fost ediția a 48-a cursei de ciclism Classic Brugge–De Panne, cursă de o zi. S-a desfășurat pe data de 20 martie 2024 și face parte din calendarul UCI World Tour 2024. Cursa a fost a zecea probă în cadrul turneului mondial.

## Echipe participante
La această cursă au participat 22 de echipe: 16 din UCI World Tour invitate automat, la care s-au adăugat șase echipe continentale care au primit wildcard-uri.

### Echipe UCI World
| - Alpecin–Deceuninck - Arkéa–B&B Hotels - Astana Qazaqstan Team - Team Bahrain Victorious - Bora–Hansgrohe - Cofidis - Decathlon–AG2R La Mondiale - DSM–Firmenich PostNL - EF Education–EasyPost | - Groupama–FDJ - Ineos Grenadiers - Intermarché–Wanty - Lidl–Trek - Movistar Team - Soudal–Quick-Step - Team Jayco–AlUla - Visma–Lease a Bike - UAE Team Emirates |  |

### Echipe continentale profesioniste UCI
| - Bingoal WB - Israel–Premier Tech - Lotto–Dstny | - Team Flanders-Baloise - TotalEnergies - Tudor Pro Cycling Team |  |

## Rezultate
| \| Clasament general \| Clasament general \| Clasament general \| Clasament general \| Clasament general \| \| Ciclist \| Ciclist \| Echipă \| Timp \| \| \| ----------------- \| --------------------- \| ------------------ \| ----------------- \| ----------------- \| \| 1. \| Jasper Philipsen \| Alpecin-Deceuninck \| 4h 22' 42" \| \| \| 2. \| Tim Merlier \| Soudal Quick-Step \| + 0" \| \| \| 3. \| Danny van Poppel \| Bora-Hansgrohe \| + 0" \| \| \| 4. \| Jason Tesson \| TotalEnergies \| + 0" \| \| \| 5. \| Simone Consonni \| Lidl-Trek \| + 0" \| \| \| 6. \| Stian Fredheim \| Uno-X Mobility \| + 0" \| \| \| 7. \| Juan Sebastián Molano \| UAE Team Emirates \| + 0" \| \| \| 8. \| Phil Bauhaus \| Bahrain Victorious \| + 0" \| \| \| 9. \| Émilien Jeannière \| TotalEnergies \| + 0" \| \| \| 10. \| Luca Mozzato \| Arkéa-B&B Hotels \| + 0" \| \| |                       |                    |            |
| |                       |                    |            |
| Source: ProCyclingStats |                       |                    |            |
| Clasament general |                       |                    |            |
| Ciclist | Ciclist               | Echipă             | Timp       |
| 1. | Jasper Philipsen      | Alpecin-Deceuninck | 4h 22' 42" |
| 2. | Tim Merlier           | Soudal Quick-Step  | + 0"       |
| 3. | Danny van Poppel      | Bora-Hansgrohe     | + 0"       |
| 4. | Jason Tesson          | TotalEnergies      | + 0"       |
| 5. | Simone Consonni       | Lidl-Trek          | + 0"       |
| 6. | Stian Fredheim        | Uno-X Mobility     | + 0"       |
| 7. | Juan Sebastián Molano | UAE Team Emirates  | + 0"       |
| 8. | Phil Bauhaus          | Bahrain Victorious | + 0"       |
| 9. | Émilien Jeannière     | TotalEnergies      | + 0"       |
| 10. | Luca Mozzato          | Arkéa-B&B Hotels   | + 0"       |